# Coldstream (Cap-Oriental)
Pour les articles homonymes, voir Coldstream.
Coldstream est une localité située dans la municipalité locale de Kou-Kamma, dans le district de Sarah Baartman, province du Cap-Oriental, en Afrique du Sud. En 2011, sa population est de 1 657 habitants.